# Arbetsintegrerande sociala företag
Arbetsintegrerande sociala företag benämns en typ av företag i Sverige som driver näringsverksamhet med syfte att integrera människor som har stora svårigheter att få och/eller behålla ett arbete, i arbetsliv och samhälle. Verksamheten bedrivs oftast i formen av ekonomisk förening och vill för de anställda skapa delaktighet, och återinvestera vinster samtidigt som den skall vara organisatoriskt fristående från offentlig verksamhet.

## Historik
Arbetsintegrerande sociala företag har funnits sedan 1990-talet i Sverige. Initiativen har framför allt kommit från den kooperativa rörelsen och föreningar/organisationer som arbetar för en ”grupps” rättigheter och möjligheter i samhället eller från en offentlig verksamhet. I båda fallen är utgångspunkten att de huvudsakligen individinriktade insatser som offentlig sektor tillhandahåller inte alltid är de
”rätta” för att tillgodose de behov ”gruppen/medlemmarna” har för att kunna få och behålla ett arbete. Alternativt att medlemmar ur gruppen inte får arbete på grund av sin bakgrund även om arbetsförmågan är fullgod. Verksamheterna har utvecklats i nära samspel med offentlig sektor. Influenser från till exempel Italien och även gemensamma EUpolitiken på området har varit relativt starka.

## Verksamheter
Det finns i juni 2014, cirka 310 arbetsintegrerande sociala företag i Sverige. Knappt 10 000 personer deltar i dessa företags verksamheter varav cirka 3 000 är anställda.  De sociala företagen har olika inriktning på sin verksamhet. De kan exempelvis vara arbetsintegrerande, ha fokus på rehabilitering eller på social gemenskap och daglig sysselsättning. 
Utifrån så kallade socialekonomiska bokslut , ger dessa verksamheter en samhällsvinst. De vanligaste branscherna är; butik och försäljning, café/restaurang och hotell, hushållsnära tjänster, bygg och fastighetsskötsel.
Viktiga organisationer och aktörer kring de arbetsintegrerande sociala företagen i Sverige är: Tillväxtverket , SKOOPI , COOMPANION , Europeiska Socialfonden (ESF), Sofisam  samt de regionala Samordningsförbunden.